# Tchadspråk
Tchadspråk är en grupp afroasiatiska språk som talas i området kring Tchadsjön i Nigeria, Niger, Tchad och Kamerun, samt i Centralafrikanska republiken. Det mest kända tchadspråket är hausa. De flesta andra tchadspråk har endast några enstaka tusental talare, och vissa är mycket små. Enligt Newman finns omkring 140 tchadspråk. SIL Internationals Ethnologue anger dock 195 tchadspråk.
Tchadspråken indelas (efter Newman) i 4 undergrupper:
- Biu-Mandara, som består av cirka 60-80 språk som talas i ett område i norra Kamerun, nordöstra Nigeria och Tchad,
- Östtchadspråk, som består av cirka 30-40 språk som talas i södra Tchad och angränsande delar av Kamerun och Centralafrikanska republiken
- Masa, som består av nio varieteter som talas i sydvästra Tchad och norra Kamerun, samt
- Västtchadspråk, som består av omkring 60-80 språk som talas i Nigeria och Niger och dit hausa räknas[1][3]

## Språkliga kännetecken

### Ljudsystem

#### Konsonanter
Alla tchadspråk innehåller minst två glottaliserade konsonanter, varför man har rekonstruerat dessa två för det prototchadiska språket (det språk som alla nuvarande tchadspråk antas ha utvecklats från). De flesta tchadspråk har minst en ytterligare glottaliserad konsonant, men det har varit svårare att rekonstruera en tredje för protospråket. I alla grenar utom östtchad finns språk som innehåller laterala frikativor, och en sådan konsonant anses ha förekommit i prototchadspråket.

#### Vokaler
Tchadspråken har i allmänhet ganska få vokaler. Många språk särskiljer långt från kort a, och denna åtskillnad har rekonstruerats för prototchadspråket. Många språk skiljer dessutom mellan långa och korta i respektive u. Tchadspråkens vokalsystem liknar de semitiska och berbiska språkens betydligt mer än de omgivande Niger-Kongospråkens.

#### Ton
Alla tchadspråk är tonspråk. Detta skiljer tchadspråken från alla andra språkfamiljer bland de afroasiatiska språken utom omotiska språk. Det protoafroasiatiska språket var antagligen inte ett tonspråk och tchadspråkens toner beror troligen på kontakt med obesläktade språk som har toner.

### Grammatik
Tchadspråken använder inte kasusböjning, utan markerar ordens funktioner med ordföljd och prepositioner. 
De flesta tchadspråk har grundordföljden subjekt - predikat - objekt (SVO). En liten grupp språk inom biu-mandaragruppen har däremot ordföljden predikat - subjekt - objekt (VSO). VSO är den vanliga ordföljden i berbiska och äldre semitiska språk, och det är möjligt att minoriteten bland tchadspråken i detta fall har bevarat ett gammalt afroasiatiskt drag.
Tchadspråken har ärvt ett antal morfologiska drag som är gemensamma för afroasiatiska språk i allmänhet. Tchadspråken skiljer mellan maskulinum och femininum i singular men inte i plural, vilket anses vara det protoafroasiatiska systemet. Även inom pronominalsystemet anses tchadspråken ha bevarat det gemensamma afroasiatiska.

## Forskningshistoria
I begreppet "hamitosemitiska språk" inräknades av vissa, men inte alla, forskare tchadspråken bland de "hamitiska", så 1880 av Karl Richard Lepsius, som ansåg att hausa och berberspråken var nära besläktade. Den första mer genomarbetade klassificeringen av språken vid Tchadsjön utfördes av Johannes Lukas på 1930-talet. 
Den moderna klassificeringen av tchadspråken tog sin början när Joseph Greenberg 1950 inkluderade dem som en av fem grenar inom den större enheten afroasiatiska språk. Greenberg indelade tchadspråken i nio undergrupper. Paul Newman och Roxana Ma byggde vidare på Greenbergs indelning och föreslog 1966 att den västligaste och den östligaste av Greenbergs nio undergrupper (grupp 1 respektive grupp 9) skulle sammanföras, samt att de övriga sju förenades i en annan gren. 
Newman övergav senare denna indelning och framförde 1977 den indelning i fyra undergrupper som numera är allmänt accepterad. Den västra gruppen motsvarar Greenbergs grupp 1, den östra grupp 9, masagruppen grupp 8 och biu-mandaragruppen Greenbergs grupper 2-7. En alternativ indelning med tre grupper istället för fyra, där biu-mandaragruppen sammanförs med masagruppen till en centraltchadisk grupp, har inte fått genomslag.